# Jesper Worre

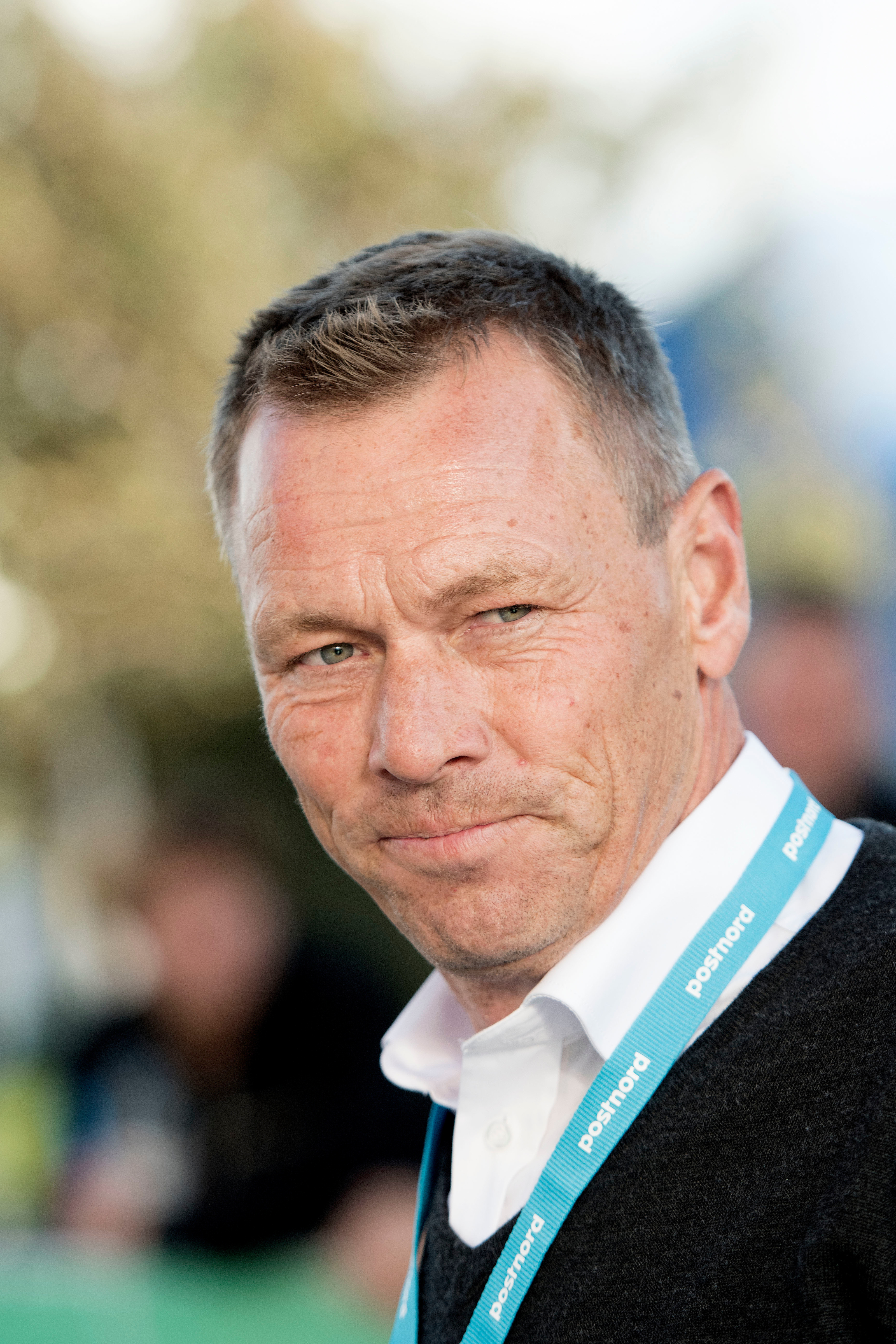
Jesper Worre, 2017

Jesper Worre (* 5. Juni 1959 in Frederiksberg) ist ein ehemaliger dänischer Radrennfahrer und heutiger Sportlicher Leiter.
Jesper Worre war ein Allrounder, der im Straßen- wie im Bahnradsport Erfolge feierte. 1977 wurde er dänischer Meister der Junioren im Mannschaftszeitfahren, 1980 Meister in derselben Disziplin bei den Amateuren. 1982 wurde er Zweiter der Gesamtwertung der Settimana Ciclistica Lombarda und gewann eine Etappe des Giro Ciclistico d’Italia. 1983 gewann er den Giro del Veneto, 1986 die Dänemark-Rundfahrt und 1988 die Schweden-Rundfahrt sowie die Tour of the Americas. Bei der Vuelta a España 1990 gewann er eine Etappe. Einmal, 1989, startete er bei der Tour de France und wurde 88. Er startete auch bei Sechstagerennen.
1986 belegte Worre bei den Bahn-Weltmeisterschaften in Colorado Springs den dritten Rang in der Einerverfolgung, 1987 wurde er Vize-Weltmeister und 1988 nochmals Dritter. Er startete auch bei den Olympischen Spielen 1980 in Moskau im Mannschaftszeitfahren und belegte Platz zehn mit dem dänischen Team (mit Per Kærsgaard, Michael Marcussen und Jørgen Vagn Pedersen).
2011 ist Jesper Worre Generalsekretär des dänischen Radsportverbandes.
1992 wurde Worre positiv auf Doping getestet. Er gestand sein Fehlverhalten unmittelbar ein und ist seitdem für seinen strikten Kurs gegen Doping bekannt.